# Jezírko na Letné
Jezírko na Letné v Praze-Holešovicích se nachází v Letenských sadech severně od Hanavského pavilonu.

## Popis
Tato uměle vybudovaná nádrž byla napuštěna ve 2. polovině roku 2022 vodou přivedenou z Vltavy pomocí čerpadla přes jednu ze tří pracovních šachet Rudolfovy štoly ze 16. století.
Po napuštění se čerpání vody zastavilo a dál je nádrž doplňována dešťovou vodou svedenou ze zpevněných ploch bývalého Stalinova pomníku. Počítá se s gravitačním napájením; voda sem bude přiváděna z Libockého rybníka takzvaným Hradním potokem.
Jezírko má vodní plochu 6500 m² a maximální hloubku přibližně 2 metry. Jeho součástí je ostrov, na který lze dojít po dřevěném molu. Kromě hlavního účelu zavlažování slouží také k rekreaci a režim je zde obdobný jako na rybnících ve Stromovce.

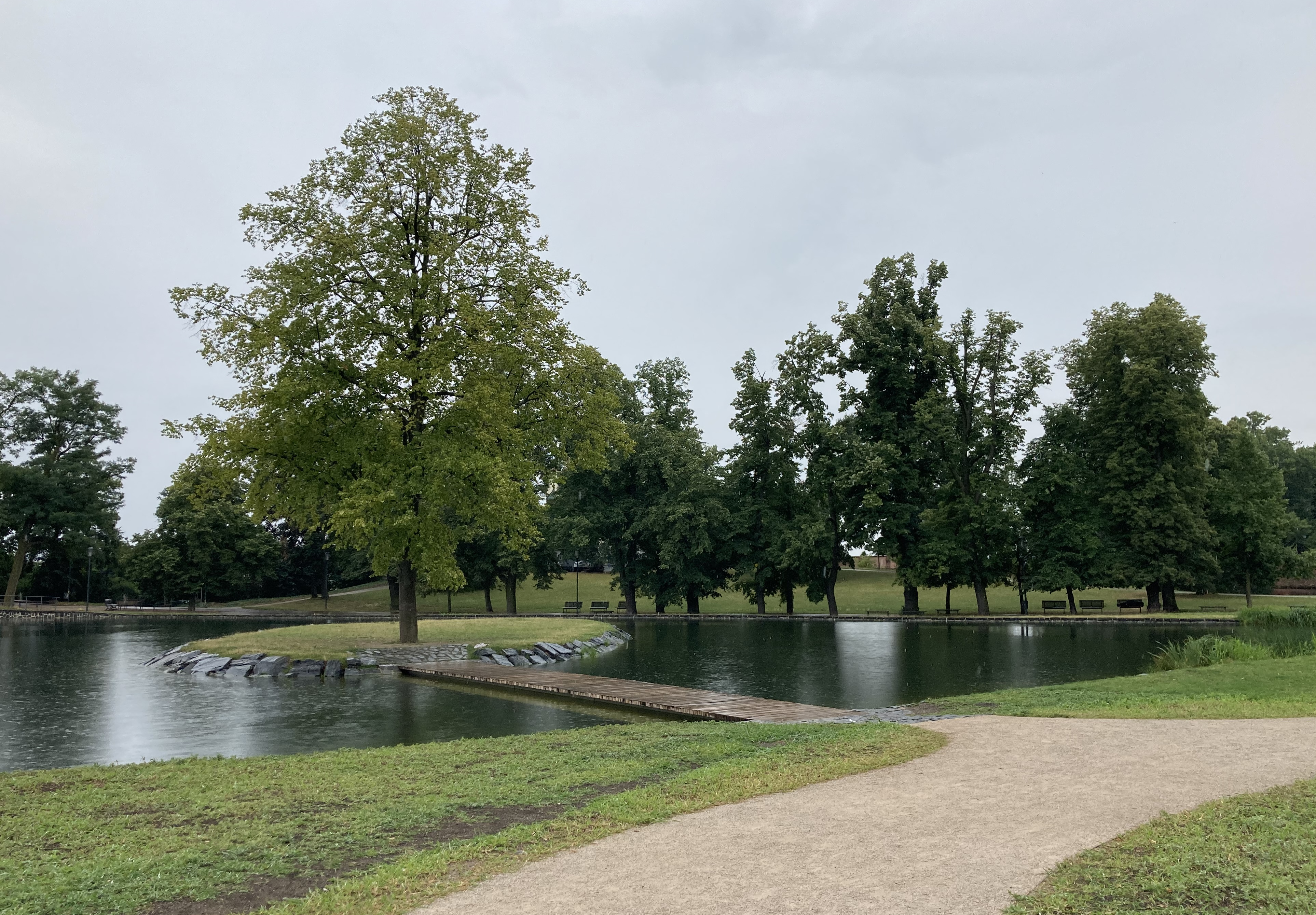
Ostrov s lávkou
Panoramatický pohled na rybník od severu
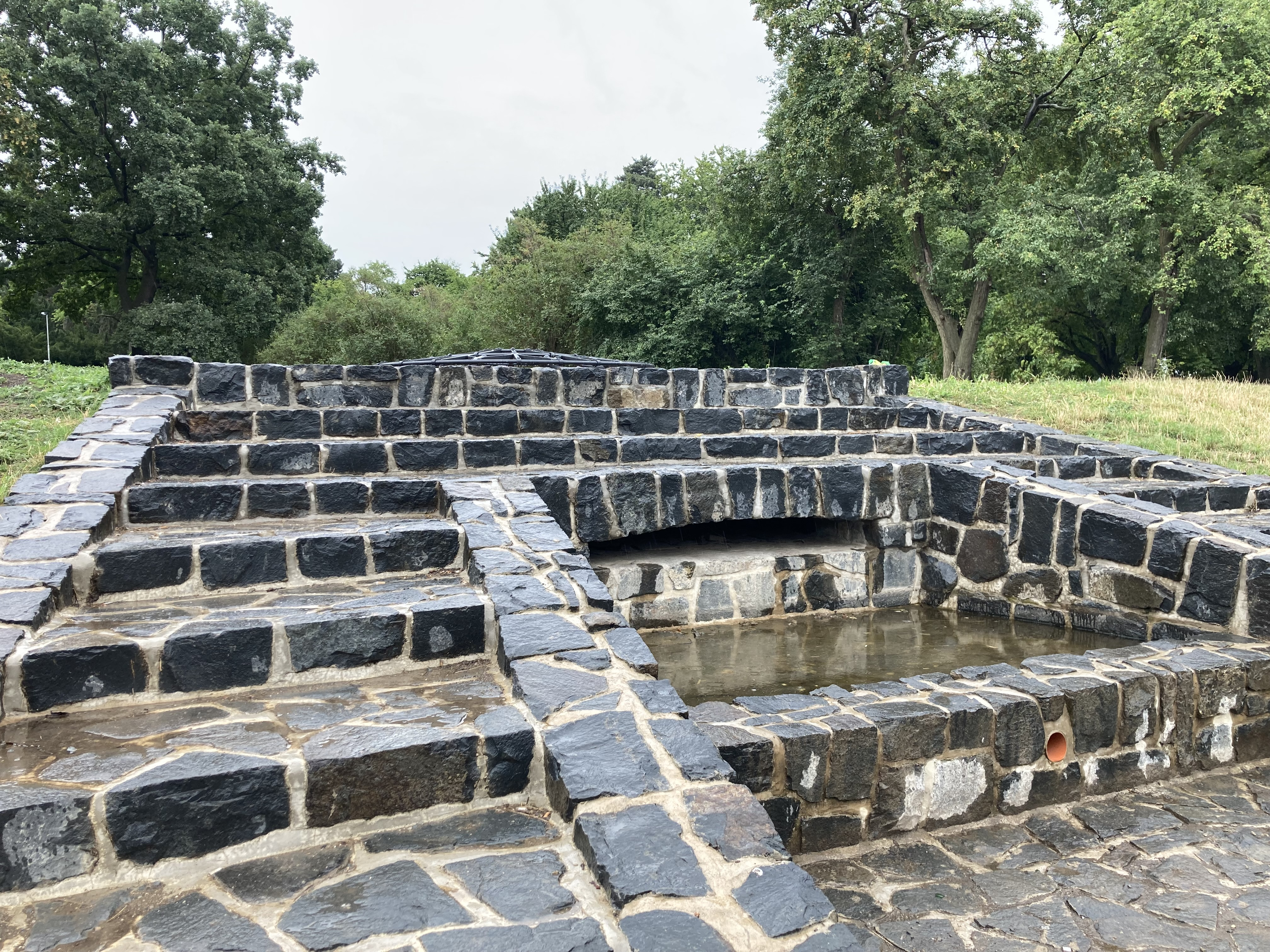
Vpust